# 77 ～And, two stars meet again～
《77 ～And, two stars meet again～》為Whirlpool製作並於2009年7月31日發行的戀愛冒險遊戲，為該公司的第六款作品。
遊戲標題的77意思是7月7日也就是所謂的七夕，依據七夕傳說這是牛郎星與織女星相會的日子。
2010年12月22日，由GN Software發行PlayStation Portable版《77 ～beyond the Milky Way～》。

## 世界觀
「天崚國際學園」為一所在東京灣上的浮空人工島所建立的學校，是日本最自豪的菁英學校，在這個學校裡學生高度的自治，也因此許多活動是由學生所主導，其中一個重要的活動就是「待星祭」。
這是個無論是科技或者是魔法都屬於一般性知識的世界，因此「天崚國際學園」也為不同特性的學生分設不同的教學空間，分別為「知之塔」、「力之塔」與「命運之塔」。而「待星祭」的活動內容，就是由三塔各自派出代表女性「織女星」與其兩名輔助者「星之巫女」，爭奪被選中的男性「牽牛星」的心，牽牛星依靠關鍵道具「アルタイルの指輪」預先決定，每年限定一名。

## 故事
主人公月城 翔因為突發的事故，被「アルタイルの指輪」選定為當年「待星祭」中的牛郎星，而陷入了被各懷心思的女主角追逐的命運，然而隨著「待星祭」的進行，主人公一點一點的揭露出學園的秘密，其中包含了「待星祭」的真正目的...

## 登場角色
月城翔
本作的主人公。天崚國際學園普通科2年C組的平凡學生，因為把真的「アルタイルの指輪」當作是假的戴在手上，意外的成為「待星祭」中的牛郎星。
有著穩重的個性，在生活中扮演的是吐槽的角色。其哥哥月城 銀河是現任的學生會長。
星庭宙（聲優：夏野冰）
生日：6月21日。身高：161cm。體重：46kg。三圍：83/57/85。
「知之塔」的織女星代表，天崚國際學園2年級學生，是主人公的青梅竹馬。學業優秀，運動力拔卓，為「天崚國際學園」史上第一位的轉學生，也因此成為學校的名人。
個性天真浪漫，有收集骨董的愛好，無論是在各種事上都堪稱完美，除了...是個超級路癡，雖然她不願意承認。
常葉亞紀（聲優：遠野そよぎ）
生日：2月28日。身高：153cm。體重：42kg。三圍：79/59/82。
「知之塔」的星之巫女，天崚國際學園2年級學生，是位天才科學家，也因此看不起自己的姊姊美紀以外的其他人。對於姐姐美紀異常欽慕，甚至在平常也用上了敬語，喜歡吃姐姐的作的烤餅乾。
平常的毒舌但是其實是在掩蓋自身軟弱，其實破綻很多。
常葉美紀（聲優：日向裕羅）
生日：9月25日。身高：163cm。體重：50kg。三圍：94/59/89。
「知之塔」的星之巫女，天崚國際學園3年級學生，也是亜紀的姐姐。與亜紀同樣出生於科學世家但是一點都沒有遺傳一點科學因子，反而是在文學上極具才能。因為喜歡看到妹妹開心的樣子，使的烤餅乾成為她的興趣。
個性如同溫柔的大姐姐，其實是位腹黑的虐待系小說家
鳴神葵（聲優：金松由花）
生日：11月24日。身高：145cm。體重：38kg。三圍：68/50/70。
「力之塔」的織女星代表，天崚國際學園2年級學生，是位武術高手，無論是在長刀或是弓道甚至是各種武術都很優秀。不過由於身材嬌小，沒什麼威勢。
如果被人說矮會突然地大爆走，拿起隨身攜帶的長刀就開始胡亂揮舞，其鬼神般的姿態被稱為行走的人間兇器。雖然有著這樣的缺點，但其實內心有著大人般的深思熟慮。
古清水凛（聲優：青山由香里）
生日：10月30日。身高：171cm。體重：53kg。三圍：88/60/93。
「力之塔」的星之巫女，天崚國際學園2年級學生，與葵爭奪織女星代表卻以兩票之差落敗，因此與葵關係惡劣。去年也是待星祭的星之巫女。
優雅主義至上，有如西洋的大小姐，並襯托其威嚴的身高，但是老家實際上是純純的日本古典風格。
斯特拉（聲優：佐本二厘）
生日：未知。身高：165cm。體重：48kg。三圍：86/59/87。
「力之塔」的星之巫女，天崚國際學園2年級學生。實際上是自我成長的人工智能機器人，作為實驗品在學校中生活，通過日常生活學習成長。
由於是自我成長AI，在學習時會襯托出他人的性格。個性開朗，具有很強的工作欲。
天峰瑠瑠（聲優：井村屋穗乃香）
生日：9月3日。身高：163cm。體重：45kg。三圍：82/56/84。
「命運之塔」的織女星代表，天崚國際學園2年級學生，也是全校學生共同欽慕的歌姬。有著用心唱歌就能傳達感情魔法般的特性，在學校中甚至還出現了「瑠々さんを守る会」的派系與親衛隊。
完全的天然系。極度的低血壓。每天要睡十個小時以上，早上常常起不來，由卡蓮叫她起床，然後背著她上學已成為命運之塔的常識。
卡蓮＝露克斯＝維多利亞（聲優：海原艾利娜）
生日：12月25日。身高：165cm。體重：49kg。三圍：89/58/88。
「命運之塔」的星之巫女，天崚國際學園3年級學生，魔法島的魔法使，由於瑠々有魔法使的才能而特別保護瑠々，也因此對於星之巫女的工作相當積極。
喜歡可愛的東西，一遇到覺得可愛的事物很容易地就陷入陶醉狀態，其擅長的魔術是占卜。
風舞櫻（聲優：有栖川みや美）
生日：4月15日。身高：150cm。體重：40kg。三圍：76/57/80。
「命運之塔」的星之巫女，天崚國際學園1年級學生，被瑠々推薦當上星之巫女。有者與動物進行內心溝通的能力，與人交談時會顯得極度緊張，懂得很多小知識。
個性內向，容易緊張。初次體會到戀愛時，因為她的興奮使受她影響的動物暴走，造成很有趣的事態。

## 主題曲
- - 片頭曲「STAR LEGEND」榊原由依
  - 片尾曲1「ふたりで…」佐藤裕美
  - 片尾曲2「星の奇跡」μ

## 評價
該作品獲得了2009年萌系遊戲大賞（萌ゲーアワード）的廣報獎（プロモーション賞）。在日本美少女遊戲銷售網站Getchu.com的2009年排名第12。

## 外部連結
- Whirlpool Official Website - 77 ～And, two stars meet again～ -（页面存档备份，存于）（日語）
- 77 ～beyond the Milky Way～（日語）